# 西銀城站
西銀城站（英語：West Silvertown DLR station）是碼頭區輕便鐵路的一個車站，開通於2005年12月。西銀城站是伍利奇支線的車站，位於紐漢區、倫敦第3收費區。車站附近有萊爾公園。在該站可換乘倫敦巴士474路。

## 外部連結
- Docklands Light Railway website - West Silvertown station page （页面存档备份，存于）